# Мусселиус, Владимир Васильевич
Владимир Васильевич Мусселиус (2 [14] июля 1846, Выборг — 4 октября 1920, Петроград) — русский филолог, статский советник.

## Биография
Родился 2 (14) июля 1846 года в Выборге. Отец, Вильгельм Вильгельмович Мусселиус (1816—1865) — дворянин, с июля 1851 года инженер-майор и преподаватель немецкого языка и полевой фортификации в Сибирском кадетском корпусе.
Среднее образование получил в Ревельской гимназии, изучал древнегреческую философию в Императорском Дерптском университете и на историко-филологическом факультете Санкт-Петербургского университета.
После окончания университета, в 1871—1874 годах работал преподавателем латинского языка в Пятой Санкт-Петербургской гимназии; в 1874—1888 годах — в Санкт-Петербургском историко-филологическом институте и наставником-руководителем по латинскому языку в гимназии при нём.
С 1878 по 1882 год состоял преподавателем латинского языка при Санкт-Петербургском университете для практических занятии со студентами 1-го и 2-го курсов. В 1888 году вышел в отставку и в том же году был причислен к Министерству народного просвещения.
Составил и издал (в 1891) «Русско-латинский словарь», за который был удостоен Большой премии имени императора Петра Великого. 
Был одним из редакторов Русского биографического словаря А. А. Половцова.
В 1916—1917 годы — секретарь Совета ЦУТР. Некоторое время преподавал в Гимназии и реальном училище Гуревича.
Скончался в Петрограде 4 октября 1920 года, похоронен на Волковском кладбище.

## Семья
Жена — дочь Р. К. Залемана, Эмилия (1851—?). Их дети: Роберт (1873—1941), Лев (1874 — ок. 1899), Ядвига-Гедвига (22.06.1876 — .02.1942), Марта (1875 — ок. 1950) — художница, Рихард (1880—1942).